# Luis Tonelotto
Luis Francisco Tonelotto (né le 13 avril 1978 à Concepción del Uruguay en Argentine) est un joueur de football argentin qui évoluait au poste d'attaquant, avant de devenir ensuite entraîneur.

## Biographie

### Carrière de joueur
Luis Tonelotto joue en Argentine, en Espagne et au Pérou.
Avec le club du Real Murcie, il dispute 28 matchs en deuxième division espagnole, inscrivant un but.
Il joue également deux matchs en Copa Sudamericana, marquant deux buts.

## Palmarès
| Almagro - Championnat d'Argentine D2 (1) : - Champion : 2004 (Clôture). - Meilleur buteur : 2004 (Clôture) (12 buts). |  | San Martín de San Juan - Championnat d'Argentine D2 : - Vice-champion : 2007. |